# COMFORT
COMFORT（コンフォート）は、クオリティコンフィデンス株式会社が運営する日本のコンピュータゲームブランド。主にパソコン用アダルトゲームのPlayStation 2（PS2）、PlayStation Portable（PSP）版ソフトを販売している。

## 作品一覧
- プリンセスラバー! 〜Eternal Love For My Lady〜（PS2）
- ef - a fairy tale of the two.（PS2）
- ましろ色シンフォニー *mutsu-no-hana（PSP）
- アルカナ・ファミリア -La storia della Arcana Famiglia-（PSP）
- POSSESSION MAGENTA（PS Vita）[1]